# RB 31 (NRW)
De RB 31 (Der Niederrheiner) is een treindienst van het type Regionalbahn van de NordWestBahn (NWB) in de Duitse deelstaat Noordrijn-Westfalen tussen Xanten en Duisburg Hbf. De NordWestBahn gebruikt hiervoor treinen van het type LINT. Tot 13. december 2009 werd deze lijn door DB Regio gereden.
De RB 31 maakt gebruik van de volgende spoorlijnen:
- DB 2330 tussen Station Xanten en Station Rheinhausen
- DB 2505 tussen Station Rheinhausen en de afsplitsing daarvan bij Duisburg-Hochfeld Süd
- DB 2312 tussen de afsplitsing bij Duisburg-Hochfeld Süd en Duisburg Hbf

## Dienstregeling
De RB 31 rijdt eenmaal per uur tussen Duisburg Hbf en Xanten. Van maandag tot vrijdag wordt de uursdienst versterkt door een 2e omloop tussen Duisburg en Moers, echter niet in een perfecte halfuursdienst. In de spitsuren rijden de extra treinen door naar Xanten. De RB 31 wordt daarnaast versterkt door de RE 44 Bottrop Hbf - Duisburg Hbf - Moers, welke niet hanteert in Rumeln en Trompet. 